# Julian Lloyd Webber
Julian Lloyd Webber (14 april 1951) is een Brits cellist in ruste. Zijn huidige functie is directeur van het conservatorium in Birmingham. Hij is de tweede zoon van de componist William Lloyd Webber en diens vrouw Jean. Componist Andrew Lloyd Webber is zijn oudere broer.
Julian studeerde aan het Royal College of Music in Londen en voltooide zijn studie bij Pierre Fournier in Genève in 1973.

## Werk
Julian Lloyd Webber maakte zijn professionele debuut in de Queen Elizabeth Hall in Londen in september 1972. Toen verzorgde hij de eerste Londense uitvoering van het celloconcert van Sir Arthur Bliss.
Lloyd Webber heeft samengewerkt met een groot aantal dirigenten, onder wie Yehudi Menuhin, Lorin Maazel, Neville Marriner, Georg Solti en Esa-Pekka Salonen, maar ook met jazzmuzikanten als Stéphane Grappelli en Cleo Laine en popmuzikanten als Elton John.
Hij heeft diverse plaatopnamen gemaakt. Zijn versie van het celloconcert van Edward Elgar, gedirigeerd door Yehudi Menuhin, werd door het BBC Music Magazine uitverkoren tot de beste ooit. Andere opnamen zijn het celloconcert van Antonín Dvořák met Václav Neumann en het Tsjechisch Filharmonisch Orkest, de Rococovariaties van Pjotr Iljitsj Tsjaikovski met het London Symphony Orchestra onder Maxim Sjostakovitsj, de Cello Symphony van Benjamin Britten in combinatie met het celloconcert van William Walton, met Sir Neville Marriner en de Academy of St. Martin in the Fields, door het tijdschrift Gramophone geroemd als ‘op eenzame hoogte’.
Lloyd Webber heeft componisten zo verschillend als Malcolm Arnold (Fantasie voor cello, 1986, en Celloconcert, 1989), Joaquín Rodrigo (Concierto como un divertimento, 1982), James MacMillan (Cellosonate nr. 2, 2001) en Philip Glass (Celloconcert, 2001) geïnspireerd om nieuwe composities voor cello te schrijven.
Lloyd Webber heeft bij meer dan 50 premières de cello bespeeld. Daarbij horen het Dubbelconcert voor cello en saxofoon van Michael Nyman op de BBC-televisie, het Concert voor cello en orkest van Gavin Bryars in Suntory Hall in Tokio, het celloconcert van Philip Glass op het Internationale Festival van Beijing en The River Cam van Eric Whitacre in het Southbank Centre in Londen.
Voor Universal Classics maakte hij verschillende verzamel-cd’s met korte stukken, waaronder Made in England, Cello Moods, Cradle Song en English Idyll. ‘Het zou moeilijk zijn betere uitvoeringen van dit soort repertoire te vinden op platen van vandaag of gisteren of morgen,’ schreef Gramophone. Recente albums van Lloyd Webber zijn A Tale of Two Cellos (2013) en And the Bridge is Love (2015).
In 1984 verscheen Travels with My Cello, een autobiografisch boek. In hetzelfde jaar kwam ook een plaat uit die zo heette.
Lloyd Webber is de voorzitter van het project ‘In Harmony’, een project dat kinderen stimuleert muziek te gaan maken en zich zo te ontwikkelen. ‘In Harmony’ is de Britse tak van een wereldwijd netwerk met als initiatiefnemer het Venezolaanse project ‘El Sistema’.
In 1998 kreeg Lloyd Webber de ‘Crystal Award’ op het World Economic Forum. Sinds 1994 is hij Fellow van het Royal College of Music en hij heeft eredoctoraten gekregen van de Universiteit van Hull en de Thames Valley University (nu University of West London).
In 2009 werd hij gekozen tot president van de ‘Elgar Society’. Hij is ook vicepresident van de ‘Delius Society’ en is bestuurslid geweest van het Londense kunstcentrum Southbank Centre. In april 2014 kondigde hij aan te stoppen met optredens wegens een nekhernia. Op 2 mei 2014 gaf hij in het Forum Theatre in Malvern zijn afscheidsconcert, samen met het English Chamber Orchestra. Hij maakt nog wel plaatopnamen. In 2015 werd hij directeur van het conservatorium in Birmingham.

## Instrument
Lloyd Webber speelt op de Barjansky Stradivarius, een cello die rond 1690 is gebouwd door Antonio Stradivari en in de eerste helft van de 20e eeuw werd bespeeld door de Russische cellist Alexandre Barjansky.

## Opnamen

### Cello en orkest
- Frank Bridge, Oration (1976)
- Édouard Lalo, Celloconcert (1982)
- Frederick Delius, Celloconcert (1982)
- Joaquín Rodrigo, Concierto como un divertimento (1982)
- Joseph Haydn, Celloconcerten 1 en 2 (1983)
- Edward Elgar, Celloconcert (1985)
- Victor Herbert, Celloconcert No. 2 (1986)
- Arthur Sullivan, Celloconcert (1986)
- Antonín Dvořák, Celloconcert (1988)
- Arthur Honegger, Celloconcert (1990)
- Camille Saint-Saëns, Celloconcert No. 1 (1990)
- Pjotr Iljitsj Tsjaikovski, Rococovariaties (1991)
- Nikolaj Mjaskovski, Celloconcert (1991)
- Gavin Bryars, Celloconcert (1994)
- Benjamin Britten, Cello Symphony (1995)
- William Walton, Celloconcert (1995)
- Michael Nyman, Dubbelconcert voor cello, saxofoon en orkest (1996)
- Max Bruch, Kol Nidrei (1998)
- Granville Bantock, Sapphic Poem (1999)
- Philip Glass, Celloconcert No. 1 (2003)
- Andrew Lloyd Webber, Phantasia voor viool, cello en orkest (2004)
- Romantic Cello Concertos (met de celloconcerten van Rodrigo, Lalo en Delius) (2009)
- Eric Whitacre, The River Cam (2012)
- Antonio Vivaldi, Concertos for Two Cellos (2014, met zijn echtgenote Jiaxin Cheng als tweede cellist)
- Howard Goodall, And the Bridge is Love (2015)

### Cello en piano
- Peter Racine Fricker, Cellosonate (1976)
- John Ireland, Complete Piano Trios (1976)
- Andrew Lloyd Webber, Variations (1977)
- Benjamin Britten, Derde suite voor cello (1979)
- Claude Debussy, Cellosonate (1979)
- John Ireland, Cellosonate (1979)
- Sergej Rachmaninov, Cellosonate (1979)
- Malcolm Arnold, Fantasy for Cello (1986)
- Alan Rawsthorne, Cellosonate (1986)
- Benjamin Britten, Cellosonate (1988)
- Sergej Prokofjev, Ballade (1988)
- Dmitri Sjostakovitsj, Cellosonate (1988)
- Gabriel Fauré, Élegie (1990)
- Charles Villiers Stanford, Cellosonate No. 2 (1991)
- Frederick Delius, Caprice and Elegy (1993)
- Gustav Holst, Invocation (1993)
- Edvard Grieg, Cellosonate (1995)
- Frederick Delius, Cellosonate (1995)

### Verzamelalbums
- Travels with my Cello (1984)
- Pieces (1985)
- Travels with my Cello Vol. 2 (1986)
- Cello Song (1993)
- English Idyll (1994)
- Cradle Song (1995)
- Cello Moods (1998)
- Elegy (1999)
- Lloyd Webber Plays Lloyd Webber (2001)
- Celebration (2001)
- Made in England (2003)
- Unexpected Songs (2006) (met Catrin Finch)
- The Art of Julian Lloyd Webber (2011)
- Evening Songs (2011)
- A Tale of Two Cellos (2013, met zijn echtgenote Jiaxin Cheng als tweede cellist)

### Semi-klassiek
- Oasis (met Peter Skellern en Mary Hopkin) (1984)
- Two Worlds (met Lee Ritenour en Dave Grusin) (2000)

## Premières van Lloyd Webber
| Componist                            | Muziek                                                                          | Prestatie                                             |
| ------------------------------------ | ------------------------------------------------------------------------------- | ----------------------------------------------------- |
| Malcolm Arnold                       | Fantasy for Cello                                                               | Wigmore Hall, Londen, december 1987                   |
| Malcolm Arnold                       | Cello Concerto                                                                  | Royal Festival Hall, Londen, maart 1989               |
| Richard Rodney Bennett               | Dream Sequence for Cello and Piano                                              | Wigmore Hall, Londen, december 1994                   |
| Frank Bridge                         | Scherzetto for Cello and Piano                                                  | Concertzaal van Snape Maltings, april 1979            |
| Frank Bridge                         | Oration for Cello and Orchestra                                                 | Bromsgrove Festival, Worcestershire, april 1979       |
| Gavin Bryars                         | Cello Concerto (Farewell to Philosophy)                                         | Barbican Centre, Londen, november 1995                |
| Geoffrey Burgon                      | Six Studies for Solo Cello                                                      | St. Thomas Cathedral, Portsmouth, juni 1980           |
| John Dankworth                       | Fair Oak Fusion                                                                 | Fair Oak, Sussex, juli 1979                           |
| Frederick Delius                     | Romance for Cello and Piano                                                     | Helsinki Festival, Finland, juni 1976                 |
| Edward Elgar                         | Romance for Cello and Piano                                                     | Wigmore Hall, Londen, april 1985                      |
| Philip Glass                         | Cello Concerto                                                                  | Beijing Festival, China, september 2001               |
| Vladimír Godár                       | Barcarolle for Cello, Strings, Harp and Harpsichord                             | Hellenic Centre, Londen, april 1994                   |
| Howard Goodall                       | The Bridge is Love for Cello, Strings and Harp                                  | Chipping Campden Festival, mei 2008                   |
| Patrick Hawes                        | Gloriette for Cello and Piano                                                   | Leeds Castle, Kent, augustus 2008                     |
| Joseph Haydn (auteurschap omstreden) | Concerto in D, Hob. VIIb:4 (Celloconcert No. 4)                                 | Queen Elizabeth Hall, Londen, november 1981           |
| Christopher Headington               | Serenade for Cello and Strings                                                  | Banqueting House, Londen, januari 1995                |
| Karl Jenkins                         | ‘Benedictus for Cello, Choir and Orchestra’ uit The Armed Man: A Mass for Peace | Royal Albert Hall, Londen, april 2000                 |
| Philip Lane                          | Soliloquy for Solo Cello                                                        | Wangford Festival, Suffolk, juli 1972                 |
| Andrew Lloyd Webber                  | Variations                                                                      | Sydmonton Festival, Newbury, juli 1977                |
| Andrew Lloyd Webber                  | Phantasia (Concert voor viool, cello en orkest)                                 | İzmir Festival, Turkije, juli 2008                    |
| William Lloyd Webber                 | Nocturne for Cello and Piano                                                    | Purcell Room, Londen, februari 1995                   |
| James MacMillan                      | Cello Sonata No.2                                                               | Queen's Hall, Edinburgh, april 2001                   |
| Michael Nyman                        | Concerto for Cello and Saxophone                                                | Royal Festival Hall, Londen, maart 1997               |
| Joaquín Rodrigo                      | Concierto como un divertimento                                                  | Royal Festival Hall, Londen, april 1982               |
| Peter Skellern                       | Five Love Songs for Cello, Piano, Vocals and Brass Quintet                      | Salisbury International Arts Festival, september 1982 |
| Arthur Sullivan                      | Cello Concerto (georkestreerd door Charles Mackerras)                           | Barbican Centre, Londen, april 1986                   |
| Ralph Vaughan Williams               | Fantasia on Sussex Folk Tunes for Cello and Orchestra                           | Three Choirs Festival, Gloucester, augustus 1983      |
| William Walton                       | Theme for a Prince for Solo Cello                                               | Adrian Boult Hall, Birmingham, oktober 1998           |
| Eric Whitacre                        | The River Cam for Cello and Strings                                             | Royal Festival Hall, Londen, april 2011               |
| Douglas Young                        | Virages for Solo Cello                                                          | Purcell Room, Londen, september 1974                  |